# Costel Rădulescu
Costel Rădulescu (5 de outubro de 1896 — 31 de dezembro de 1981) foi um treinador de futebol romeno que treinou nas Copa do Mundo de 1930, 1934 e 1938.